# Ernest E. West
Ernest Edison West (Russell, 2 de septiembre de 1931-Ibidem, 1 de mayo de 2021) fue un soldado del ejército de los Estados Unidos y recibió la más alta condecoración del ejército, la Medalla de Honor, por sus acciones durante la Guerra de Corea.

## Primeros años

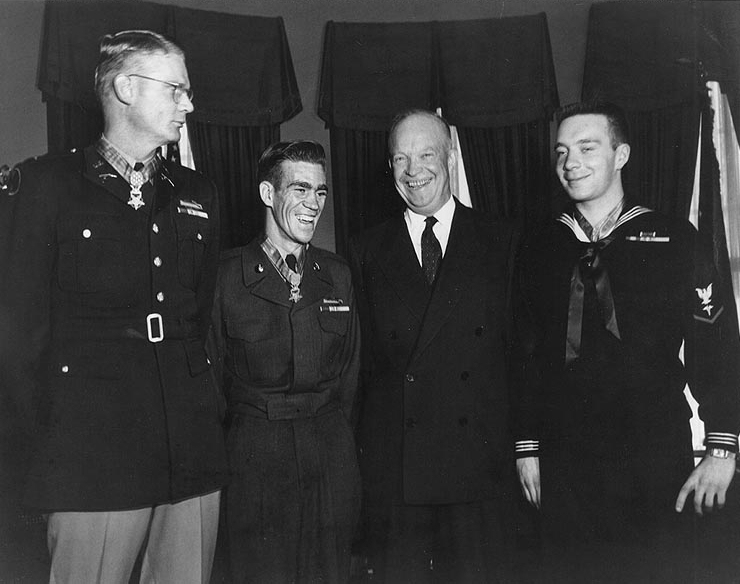
West se encuentra con otros dos ganadores de la Medalla de Honor poco después de recibir sus medallas del presidente Dwight D. Eisenhower. Desde la izquierda: Edward R. Schowalter Jr., West, Eisenhower y William R. Charette

West nació en Russell, Kentucky el 2 de septiembre de 1931. Creció en un orfanato en el Methodist Children's Home en Versailles, Kentucky. Luego pasó a residir en Wurtland y fue empleado por Chesapeake y Ohio Railway (ahora CSX Transportation).

## Guerra de Corea
West fue reclutado por el ejército los Estados Unidos en 1950. El 12 de octubre de 1952, estaba sirviendo en Corea como soldado de primera clase con la Compañía L, 14.º Regimiento de Infantería, 25.ª División de Infantería. Después de que su unidad fue emboscada cerca de Sataeri ese día, corrió a través del fuego pesado para rescatar a su comandante herido, el capitán George Gividen. Cuando estaba llevando al hombre a un lugar seguro, tres soldados hostiles atacaron. West protegió al comandante con su cuerpo y mató a los atacantes con su rifle, sufriendo una herida que resultó en la pérdida de su ojo en el proceso. A pesar de esta herida, permaneció en el campo y ayudó en la evacuación de otros heridos, matando en un momento a tres soldados hostiles más.
Por estas acciones, West recibió la Medalla de Honor poco más de un año después, el 29 de enero de 1954. Dudó en recibir el honor, creyendo que "si uno iba a obtener una medalla, todos deberían tener una. Todos fuimos, todos servimos". Fue la segunda persona del condado de Greenup en recibir la Medalla de Honor (después de John W. Collier) y el primer recipiente vivo de ese condado.

## Vida de posguerra
A su regreso del servicio militar, West regresó a Wurtland y a su trabajo en C&O Railway. Inicialmente, la compañía se mostró reacia a volver a contratarlo debido a su discapacidad, pero cedió después de una llamada telefónica con el Departamento de Asuntos de los Veteranos de los Estados Unidos. West trabajó para el ferrocarril hasta su jubilación en 1993.
También se ofreció como voluntario para hablar con los escolares locales y defender las causas de los veteranos, incluido el establecimiento de un cementerio de veteranos en su condado natal de Greenup.
West falleció el 1 de mayo de 2021 en el condado de Greenup, a la edad de 89 años. Será enterrado en el cementerio de veteranos de Kentucky en su condado de origen.

## Medalla de honor
La mención oficial de la Medalla de Honor de West dice:

"West se distinguió por una conspicua valentía más allá del llamado del deber en la acción contra el enemigo. Él acompañó voluntariamente a un contingente para localizar y destruir un puesto avanzado enemigo informado. Acercándose al objetivo, la patrulla fue emboscada y sufrió numerosas bajas. Al observar a su líder herido tendido en una posición expuesta. West ordenó a las tropas que se retiraran, luego desafió un intenso fuego para alcanzarlo y ayudarlo. Mientras intentaba la evacuación, fue atacado por 3 soldados hostiles que empleaban granadas y armas pequeñas. Cambió rápidamente su cuerpo para proteger al oficial, mató a los asaltantes con su rifle y luego llevó al hombre indefenso a un lugar seguro. Fue gravemente herido y perdió un ojo en esta acción, pero regresó valientemente a través de un fuego fulminante y proyectiles estallando para ayudar a los heridos. Mientras evacuaba a 2 camaradas, se acercó y mató a 3 enemigos más. El espíritu indomable de West, su valor consumado y sus acciones intrépidas inspiraron a todos los que lo observaron, reflejaron el mayor crédito sobre sí mismo y defienden las honradas tradiciones del servicio militar".